# 얀코 다우치크
얀코 다우치크 치보흐(슬로바키아어: Yanko Daucik Ciboch; 1941년 3월 22일, 프라하 ~ 2017년 5월 13일, 마드리드 주 마드리드)는 1960년대에서 1970년대까지 활약한 슬로바키아의 프로 축구 선수이다. 얀코는 베티스, 레알 마드리드, 토론토 팰컨스, 그리고 에스파뇰에서 활약했다. 얀코 다우치크는 노련한 라 리가의 명감독인 페르디난트 다우치크의 아들로도 알려져 있는데, 그는 1950년대에 가족과 함께 스페인으로 이민했다.

## 선수 경력
다우치크는 1960년 9월 11일에 베티스 소속으로 마요르카와의 경기에서 라 리가 무대 신고식을 치렀다. 그의 부친은 당시 베티스의 감독이었다. 얀코는 베티스 소속으로 라 리가 38경기에 출전해 14골을 기록해 그를 관심있게 지켜보던 레알 마드리드가 1962년에 그를 영입했다. 그러나, 알프레도 디 스테파노, 프란시스코 헨토, 푸슈카시 페렌츠, 그리고 아만시오 아마로 등의 쟁쟁한 선수들과의 경쟁에서 밀리며 레알 마드리드 소속으로 2시즌을 보내면서 10번의 라 리가 경기에 출전해 3골을 기록하는데 그쳤다. 그는 스페인 무대에서 활약한 선수들로는 처음으로 북아메리카 무대에 진출한 선수가 되었는데, 그는 내셔널 프로페셔널 사커 리그의 토론토 팰컨스에서 활동했다. 토론토로 건너간 얀코는 그의 부친 페르디난트와 고모부 쿠벌러 라슬로, 그리고 고종사촌 쿠벌러 브란코와 재회했다. 1967년 시즌에 얀코 다우치크는 17경기에 출전해 20번 골망을 흔들고 8번 도움을 기록했고, 리그 득점왕에 등극했다.

## 최후
2017년 5월 13일, 다우치크는 향년 76세로 마드리드에서 영면에 들었다.

## 참고 문헌
- 라 리가 공식 웹사이트
- 얀코 다우치크 프로필 - BD 푸트볼 (스페인어)
- Real Madrid veterans 보관됨 2015-02-08 - 웨이백 머신
- nasljerseys.com